# Framboesa de Ouro de pior ator
O Framboesa de Ouro de pior ator (em inglês: Razzie Award for Worst Actor), é um dos prêmios oferecidos pela Golden Raspberry Award Foundation (GRAF) durante a realização do Framboesa de Ouro.
- Os vencedores estão em negrito.

| Ano  | Edição | Nome (título original) | Título em português brasileiro | Título em português europeu |
| 1981 | 1ª     | Neil Diamond (The Jazz Singer) Michael Beck (Xanadu) Robert Blake (Coast to Coast) Michael Caine (Dressed to Kill/The Island) Kirk Douglas (Saturn 3) Richard Dreyfuss (The Competition) Anthony Hopkins (A Change of Seasons) Bruce Jenner (Can't Stop the Music) Sam J. Jones (Flash Gordon) | Nasce Um Cantor Xanadu De Costa a Costa Vestida para Matar/A Ilha Missão Saturno 3 A Competição Amantes em Família A Música Não Pode Parar Flash Gordon                                                                  | The Jazz Singer Xanadu - Vestida para Matar/A Ilha Saturno 3 Um Amor em Competição - Flash Gordon                                                                                      |
| 1982 | 2ª     | Klinton Spilsbury (The Legend of the Lone Ranger) Gary Coleman (On the Right Track) Bruce Dern (Tattoo) Richard Harris (Tarzan, the Ape Man) Kris Kristofferson (Heaven's Gate/Rollover) | A Lenda do Cavaleiro Solitário Gary Coleman Está na Pista Certa Tatuagem Tarzan, O Filho das Selvas O Portal do Paraíso/Amantes e Finanças                                                                               | A Máscara do Ranger - Tarzan - O Homem Macaco As Portas do Céu/? |
| 1983 | 3ª     | Laurence Olivier (Inchon) Willie Aames (Paradise/Zapped!) Christopher Atkins (The Pirate Movie) Luciano Pavarotti (Yes, Giorgio) Arnold Schwarzenegger (Conan the Barbarian) | Inchon Paraíso Azul/Uma Mistura Especial Romance Pirata Uma Voz para Milhões Conan, o Bárbaro | Inchon Paraíso Azul/Zás! Tudo ao Léu Os Piratas - Conan e os Bárbaros |
| 1984 | 4ª     | Christopher Atkins (A Night in Heaven) Lloyd Bochner (The Lonely Lady) Lou Ferrigno (Hercules) Barbra Streisand (Yentl) John Travolta (Staying Alive/Two of a Kind) | Clube das Mulheres A Mulher Só Hércules Yentl Os Embalos de Sábado Continuam/Embalos a Dois | Noites de Paixão A Dama Solitária Aventuras de Hércules Yentl A Febre Continua.../Milagre de Amor                                                                                      |
| 1985 | 5ª     | Sylvester Stallone (Rhinestone) Lorenzo Lamas (Body Rock) Jerry Lewis (Slapstick (of Another Kind)) Peter O'Toole (Supergirl) Burt Reynolds (Cannonball Run II/City Heat) | Rhinestone - Um Brilho na Noite Body Rock Trapalhões do Futuro Supergirl Um Rally Muito Louco/Cidade Ardente | O Destravado do Táxi Amarelo]] - Os Supergénios Supermoça A Corrida Mais Louca do Mundo II/Cidade Ardente                                                                              |
| 1986 | 6ª     | Sylvester Stallone (Rambo: First Blood Part II/Rocky IV) Divine (Lust in the Dust) Richard Gere (King David) Al Pacino (Revolution) John Travolta (Perfect) | Rambo II - A Missão/Rocky IV A Louca Corrida do Ouro Rei David Revolução Perfeição | Rambo II - A Vingança do Herói/Rocky IV - O Rei David Revolução Perfeição |
| 1987 | 7ª     | Prince (Under the Cherry Moon) Emilio Estevez (Maximum Overdrive) Judd Nelson (Blue City) Sean Penn (Shanghai Surprise) Sylvester Stallone (Cobra) | Sob o Luar da Primavera Comboio do Terror Cidade Corrompida Surpresa de Xangai Stallone Cobra | Sob o Luar da Riviera Potência Máxima Blue City - Cidade Corrupta A Surpresa de Xangai Cobra - O Braço Forte da Lei                                                                    |
| 1988 | 8ª     | Bill Cosby (Leonard Part 6) Bruce, o tubarão (Jaws: The Revenge) Judd Nelson (From the Hip) Ryan O'Neal (Tough Guys Don't Dance) Sylvester Stallone (Over the Top) | Leonard - Parte 6 Tubarão 4 - A Vingança Este Advogado é uma Parada A Marca do Passado Falcão - O Campeão dos Campeões                                                                                                   | Leonard, o Grande Espião Tubarão IV - A Vingança - Os duros Não Brincam O Lutador |
| 1989 | 9ª     | Sylvester Stallone (Rambo III) Tom Cruise (Cocktail) Bobcat Goldthwait (Hot to Trot) Jackie Mason (Caddyshack II) Burt Reynolds (Rent-A-Cop/Switching Channels) | Rambo 3 Cocktail O Cavalo Falante Clube dos Pilantras 2 Um Tira de Aluguel/Troca de Maridos | Rambo 3 Cocktail - O Clube dos Malandrecos II Polícia de Choque/Linhas Trocadas |
| 1990 | 10ª    | William Shatner (Star Trek V: The Final Frontier) Tony Danza (She's Out of Control) Ralph Macchio (The Karate Kid, Part III) Sylvester Stallone (Lock Up/Tango & Cash) Patrick Swayze (Next of Kin/Road House)                                                                                 | Jornada nas Estrelas V: A Fronteira Final Não Mexa com a Minha Filha Karate Kid 3 - O Desafio Final Condenação Brutal/Tango & Cash - Os Vingadores Marcados Pelo Ódio/Matador de Aluguel                                 | Star Trek V: A Última Fronteira Não Mexa com a Minha Filha Karate Kid 3 Stallone - Prisioneiro/Tango & Cash -/Profissão: Duro                                                          |
| 1991 | 11ª    | Andrew Dice Clay (The Adventures of Ford Fairlane) Prince (Graffiti Bridge) Mickey Rourke (Desperate Hours/Wild Orchid) George C. Scott (The Exorcist III) Sylvester Stallone (Rocky V) | As Aventuras de Ford Fairlane Graffiti Bridge Horas de Desespero/Orquídea Selvagem O Exorcista III Rocky V | As Aventuras de Ford Fairlane - A Noite do Desespero/Orquídea Selvagem O Exorcista III Rocky V                                                                                         |
| 1992 | 12ª    | Kevin Costner (Robin Hood: Prince of Thieves) Andrew Dice Clay (Dice Rules!) Sylvester Stallone (Oscar) Vanilla Ice (Cool as Ice) Bruce Willis (Hudson Hawk) | Robin Hood - O Príncipe dos Ladrões - Oscar - Minha Filha Quer Casar Na Onda do Rap Hudson Hawk - O Falcão Está à Solta                                                                                                  | Robin Hood - O Príncipe dos Ladrões - Oscar - A Mala das Trapalhadas Curtidos e Betinhos Hudson Hawk - O Falcão Ataca de Novo                                                          |
| 1993 | 13ª    | Sylvester Stallone (Stop! Or My Mom Will Shoot) Kevin Costner (The Bodyguard) Michael Douglas (Basic Instinct/Shining Through) Jack Nicholson (Hoffa/Man Trouble) Tom Selleck (Folks!) | Pare, Senão Mamãe Atira! O Guarda-costas Instinto Selvagem/Uma Luz na Escuridão Hoffa - Um Homem, Uma Lenda/Cão de Guarda Um Homem à Beira de um Ataque de Nervos                                                        | Pára ou a Mamã Dispara! O Guarda-costas Instinto Fatal/Uma Luz na Escuridão Hoffa - O Preço do Poder/Ela Nunca Se Nega Caos na Família                                                 |
| 1994 | 14ª    | Burt Reynolds (Cop and a Half) William Baldwin (Sliver) Willem Dafoe (Body of Evidence) Robert Redford (Indecent Proposal) Arnold Schwarzenegger (Last Action Hero) | Um Tira e 1/2 Invasão de Privacidade Corpo em Evidência Proposta Indecente O Último Grande Herói | Polícia de Palmo e Meio Violação de Privacidade Corpo de Delito Proposta Indecente O Último Grande Herói                                                                               |
| 1995 | 15ª    | Kevin Costner (Wyatt Earp) Macaulay Culkin (Getting Even with Dad/The Pagemaster/Richie Rich) Steven Seagal (On Deadly Ground) Sylvester Stallone (The Specialist) Bruce Willis (Color of Night/North)                                                                                         | Wyatt Earp Acertando as Contas com Papai/Pagemaster - O Mestre da Fantasia/Riquinho Em Terreno Selvagem O Especialista A Cor da Noite/O Anjo da Guarda                                                                   | Wyatt Earp Pai, Santo e Sarilho/A Grande Viagem/Riquinho Em Terra Selvagem O Especialista A Cor da Noite/O Puto Maravilha                                                              |
| 1996 | 16ª    | Pauly Shore (Jury Duty) Kevin Costner (Waterworld) Kyle MacLachlan (Showgirls) Keanu Reeves (Johnny Mnemonic/A Walk in the Clouds) Sylvester Stallone (Assassins/Judge Dredd) | Um Jurado Muito Louco Waterworld - O Segredo das Águas Showgirls Johnny Mnemonic, o Cyborg do Futuro/Caminhando nas Nuvens Assassinos/O Juiz                                                                             | Um Jurado Louco Waterworld Showgirls Johnny Mnemonic: O Fugitivo do Futuro/Um Passeio nas Nuvens Assassinos/O Juiz                                                                     |
| 1997 | 17ª    | Tom Arnold (Big Bully/Carpool/The Stupids) Pauly Shore (Bio-Dome) Keanu Reeves (Chain Reaction) Adam Sandler (Bulletproof/Happy Gilmore) Sylvester Stallone (Daylight) | Inimigos para Sempre/Sequestro Por Engano/Os Babacas Malucos Por Natureza Reação em Cadeia À Prova de Balas/Um Maluco no Golfe Daylight                                                                                  | 'O Matulão/Os cinco Pestinhas/Os Estúpidos Malucos em Apuros Perseguição Diabólica À Prova de Bala\O Maluco do Golfe Panico no Túnel                                                   |
| 1998 | 18ª    | Kevin Costner (The Postman) Val Kilmer (The Saint) Shaquille O'Neal (Steel) Steven Seagal (Fire Down Bellow) Jon Voight (Anaconda) | O Mensageiro O Santo Aço Ameaça Subterrânea Anaconda | O Mensageiro O Santo Steel - O Homem de Aço Corrupção Total Anaconda |
| 1999 | 19ª    | Bruce Willis (Armageddon/Mercury Rising/The Siege) Ralph Fiennes (The Avengers) Ryan O'Neal (An Alan Smithee Film: Burn Hollywood Burn) Ryan Phillippe (54) Adam Sandler (The Waterboy) | Armageddon/Código Para o Inferno/Nova York Sitiada Os Vingadores Hollywood - Muito Além das Câmeras Studio 54 O Rei da Água                                                                                              | Armageddon/Nome de Código: Mercúrio/Estado de Sítio Os Vingadores Um Realizador de Respeito Studio 54 O 'Águas'                                                                        |
| 2000 | 20ª    | Adam Sandler (Big Daddy) Kevin Costner (For Love of the Game/Message in a Bottle) Kevin Kline (Wild Wild West) Arnold Schwarzenegger (End of Days) Robin Williams (Bicentennial Man/Jakob the Liar)                                                                                            | O Paizão Por Amor/Uma Carta de Amor As Loucas Aventuras de James West Fim dos Dias O Homem Bicentenário/Um Sinal de Esperança                                                                                            | Um Pai à Maneira Por Amor/As Palavras que Nunca te Direi Wild Wild West Os Dias do Fim O Homem Bicentenário/Jacob, o Mentiroso                                                         |
| 2001 | 21ª    | John Travolta (Battlefield Earth/Lucky Numbers) Leonardo DiCaprio (The Beach) Adam Sandler (Little Nicky) Arnold Schwarzenegger (The 6th Day) Sylvester Stallone (Get Carter) | A Reconquista/Bilhete Premiado A Praia Little Nicky, Um Diabo Diferente O 6º Dia O Implacável | Terra: Campo de Batalha A Praia Nicky, Filho... do Diabo O 6º Dia Carter - A Vida é Dura'                                                                                              |
| 2002 | 22ª    | Tom Green (Freddy Got Fingered) Ben Affleck (Pearl Harbor) Kevin Costner (3000 Miles to Graceland) Keanu Reeves (Hardball/Sweet November) John Travolta (Domestic Disturbance/Swordfish) | Fora de Casa! Pearl Harbor 3000 Milhas para o Inferno Hardball - O Jogo da Vida/Doce Novembro Inimigo em Casa/A Senha: Swordfish                                                                                         | Freddy em Apuros Pearl Harbor 3000 Milhas de Graceland Jogada arriscada/Doce Novembro Identidade Falsa/Swordfish                                                                       |
| 2003 | 23ª    | Roberto Benigni (Pinocchio) Adriano Giannini (Swept Away) Eddie Murphy (The Adventures of Pluto Nash/I Spy/Showtime) Adam Sandler (Eight Crazy Nights/Mr. Deeds) Steven Seagal (Half Past Dead)                                                                                                | Pinocchio e a Fada Azul Destino Insólito Pluto Nash/Sou Espião/Showtime Oito Noites de Loucura/A Herança de Mr. Deeds No Corredor da Morte                                                                               | Pinocchio Ao Sabor das Ondas Pluto Nash/O Espião Sou Eu/Showtime Oito Noites Loucas/Mr. Deeds Duro de Matar                                                                            |
| 2004 | 24ª    | Ben Affleck (Daredevil/Gigli/Paycheck) Cuba Gooding Jr. (Boat Trip/The Fighting Temptations/Radio) Justin Guarini (From Justin to Kelly) Ashton Kutcher (Cheaper by the Dozen/Just Married/My Boss's Daughter) Mike Myers (The Cat in the Hat)                                                 | Demolidor - O Homem Sem Medo/Contato de Risco/O Pagamento Cruzeiro das Loucas/Resistindo às Tentações/Meu Nome é Radio De Justin para Kelly Doze é Demais/Recém-Casados/A Filha do Chefe O Gato                          | Demolidor - O Homem sem Medo/Duro Amor/Pago para Esquecer O Barco do Amor\O Menino de Coro\Rádio De Justin Para Kelly À Dúzia é Mais Barato/Casados de Fresco/A Filha do Patrão O Gato |
| 2005 | 25ª    | George W. Bush (Fahrenheit 9/11) Ben Affleck (Jersey Girl/Surviving Christmas) Vin Diesel (The Chronicles of Riddick) Colin Farrell (Alexander) Ben Stiller (Along Came Polly/Anchorman: The Legend of Ron Burgundy/Dodgeball: A True Underdog Story/Envy/Starsky & Hutch)                     | Fahrenheit 11 de Setembro Menina dos Olhos/Sobrevivendo ao Natal A Batalha de Riddick Alexandre Quero Ficar com Polly/O Âncora - A Lenda de Ron Burgundy/Com a Bola Toda/A Inveja Mata/Starsky & Hurch: Justiça em Dobro | Fahrenheit 9/11 Era uma Vez um Pai As Crónicas de Riddick Alexandre, o Grande Romance Arriscado/O Repórter: A Lenda de Ron Burgundy/Uma Questão... de Bolas/Inveja/Starsky & Hutch     |
| 2006 | 26ª    | Rob Schneider (Deuce Bigalow: European Gigolo) Tom Cruise (War of the Worlds) Will Ferrell (Bewitched) The Rock (Doom) Jamie Kennedy (Son of the Mask) | Gigolô Europeu por Acidente Guerra dos Mundos A Feiticeira Doom: A Porta do Inferno O Filho do Máskara | Deuce Bigalow: Gigolo na Europa Guerra dos Mundos Casei com uma Feiticeira Doom - Sobrevivência A Máscara: A Nova Geração                                                              |
| 2007 | 27ª    | Marlon Wayans e Shawn Wayans (Little Man) Tim Allen (The Santa Clause 3: The Escape Clause/The Shaggy Dog/Zoom) Nicolas Cage (The Wicker Man) Dan Whitney (Larry the Cable Guy: Health Inspector) Rob Schneider (The Benchwarmers/Little Man)                                                  | O Pequenino Meu Papai é Noel 3/Soltando os Cachorros/Zoom: Academia de Super Heróis O Sacrifício Larry the Cable Guy: Health Inspector Os Esquenta-banco/O Pequenino                                                     | O Pequenino Santa Cláusula 3: Natal em Risco/O Rafeiro/Zoom O Escolhido Larry the Cable Guy: Health Inspector Falhados... Por um Fio/O Pequenino                                       |
| 2008 | 28ª    | Eddie Murphy (Norbit) Nicolas Cage (Ghost Rider/National Treasure: Book of Secrets/Next) Jim Carrey (The Number 23) Cuba Gooding Jr. (Daddy Day Camp/Norbit) Adam Sandler (I Now Pronounce You Chuck and Larry)                                                                                | Norbit Motoqueiro Fantasma/A Lenda do Tesouro Perdido: Livro dos Segredos/O Vidente Número 23 Acampamento do Papai/Norbit Eu os Declaro Marido e... Larry                                                                | Norbit Ghost Rider/O Tesouro: Livro dos Segredos/Next O Número 23 Balbúrdia no Campo de Férias/Norbit Declaro-vos Marido e... Marido                                                   |
| 2009 | 29ª    | Mike Myers (The Love Guru) Dan Whitney (Witless Protection) Eddie Murphy (Meet Dave) Al Pacino (88 Minutes/Righteous Kill) Mark Wahlberg (The Happening/Max Payne) | O Guru do Amor Witless Protection O Grande Dave 88 Minutos/As Duas Faces da Lei Fim dos Tempos/Max Payne | O Guru do Amor Protecção Sem Juízo Pequeno Grande Dave 88 Minutos/A Dupla Face da Lei O Acontecimento/Max Payne                                                                        |
| 2010 | 30ª    | Ashton Kutcher (Killers/Valentine's Day) Jack Black (Gulliver's Travels) Gerard Butler (The Bounty Hunter) Taylor Lautner (Eclipse/Valentine's Day) Robert Pattinson (Remember Me/Eclipse) | Par Perfeito/Idas e Vindas do Amor As Viagens de Gulliver Caçador de Recompensas A Saga Crepúsculo: Eclipse/Idas e Vindas do Amor Lembranças/A Saga Crepúsculo: Eclipse                                                  | Beijos e Balas/Dia dos Namorados' As Viagens de Gulliver Ex-Mulher Procura-se A Saga Twilight: Eclipse/Dia dos Namorados Lembra-te de Mim /A Saga Twilight: Eclipse                    |
| 2011 | 31ª    | Adam Sandler (Jack and Jill/Just Go with It) Russell Brand (Arthur) Nicolas Cage (Drive Angry/Season of the Witch/Trespass) Taylor Lautner (Abduction/The Twilight Saga: Breaking Dawn Part 1) Nick Swardson (Bucky Larson: Born to Be a Star)                                                 | Cada Um Tem a Gêmea Que Merece/Esposa de Mentirinha' Arthur - O Milionário Irresistível Fúria sobre Rodas/Caça às Bruxas/Reféns Sem Saída/A Saga Crepúsculo: Amanhecer - Parte 1 Dotado para Brilhar                     | Jack e Jill/Engana-me Que eu Gosto Arthur Destino Infernal/Época das Bruxas/Transgressão A Saga Twilight: Amanhecer - Parte 1/Identidade Secreta Bucky Larson: O Rei do Porno          |
| 2012 | 32ª    | Adam Sandler (That's My Boy) Eddie Murphy (A Thousand Words) Nicolas Cage (Ghost Rider: Spirit of Vengeance/Seeking Justice) Robert Pattinson (The Twilight Saga: Breaking Dawn Part 2) Tyler Perry (Alex Cross/Good Deeds)                                                                    | Esse é o Meu Garoto As Mil Palavras Motoqueiro Fantasma: Espírito de Vingança/O Pacto A Saga Crepúsculo: Amanhecer - Parte 2 A Sombra do Inimigo/Good Deeds                                                              | Pai Infernal As Mil Palavras Ghost Rider: Espírito de Vingança/Justiça A Saga Twilight: Amanhecer - Parte 2'/Identidade Secreta Eu, Alex Cross/Good Deeds                              |
| 2013 | 33ª    | Jaden Smith (After Earth) Adam Sandler (Grown Ups 2) Ashton Kutcher (Jobs) Johnny Depp (The Lone Ranger) Sylvester Stallone ( Bullet to the Head/Escape Plan/Grudge Match) | Depois da Terra Gente Grande 2 Jobs O Cavaleiro Solitário Alvo Duplo/Rota de Fuga/Ajuste de Contas | Depois da Terra Miúdos e Graúdos 2 Jobs O Mascarilha Bala Certeira/Plano de Fuga/Grudge Match - Ajuste de Contas                                                                       |
| 2014 | 34ª    | Kirk Cameron (Saving Christmas) Nicolas Cage (Left Behind) Kellan Lutz (The Legend of Hercules) Seth MacFarlane (A Million Ways to Die in the West) Adam Sandler (Blended) | - O Apocalipse Hércules Um Milhão de Maneiras de Pegar na Pistola Juntos e Misturados | - Left Behind - A Última Profecia A Lenda de Hércules Mil e Uma Maneiras de Bater as Botas Umas Férias Inesperadas                                                                     |
| 2015 | 36ª    | Jamie Dornan (Fifty Shades of Grey) Johnny Depp (Mortdecai) Channing Tatum (Jupiter Ascending) Kevin James (Paul Blart: Mall Cop 2) Adam Sandler (The Cobbler\Pixels) | Cinquenta Tons de Cinza Mortdecai O Destino de Jupiter Segurança de Shopping 2 Trocando os Pés\Pixels | As Cinquenta Sombras de Grey Mortdecai Ascensão de Jupiter O Segurança do Shopping: Las Vegas O Sapateiro Mágico\Pixels'                                                               |
| 2016 | 37ª    | Dinesh D'Souza (Hillary's America: The Secret History of the Democratic Party) Ben Affleck (Batman v Superman: Dawn of Justice) Henry Cavill (Batman v Superman: Dawn of Justice) Robert De Niro (Dirty Grandpa) Gerard Butler (Gods of Egypt\London Has Fallen) Ben Stiller (Zoolander 2)     | Os Estados Unidos da Hillary: A História Secreta do Partido Democrata Batman vs Superman: A Origem da Justiça Tirando o Atraso Deuses do Egito\Invasão a Londres Zoolander 2                                             | - Batman vs Super-Homem: O Despertar da Justiça Um Avô Muito à Frente Os Deuses do Egito\Assalto a Londres Zoolander 2                                                                 |
| 2017 | 38ª    | Tom Cruise (The Mummy) Zac Efron (Baywatch) Jamie Dornan (Fifty Shades Darker) Johnny Depp (Pirates of the Caribbean: Dead Men Tell No Tales) Mark Wahlberg (Transformers: The Last Knight\Daddy's Home 2)                                                                                     | A Múmia Baywatch: S.O.S. Malibu Cinquenta Tons Mais Escuros Piratas do Caribe: A Vingança de Salazar Transformers: O Último Cavaleiro\Pai em Dose Dupla 2                                                                | A Múmia Baywatch: Marés Vivas As Cinquenta Sombras mais Negras Piratas dos Caraíbas: Homens Mortos Não Contam Histórias Transformers 5\Pai Há Um Só!                                   |
| 2018 | 39ª    | Donald Trump (Fahrenheit 11\9 e Death of a Nation) Bruce Willis (Death Wish) John Travolta (Gotti) Johnny Depp (Sherlock Gnomes) Will Ferrell (Holmes & Watson) | Fahrenheit 11\9 \ - Desejo de Matar Gotti: O Chefe da Máfia Gnomeu e Julieta: O Mistério do Jardim Holmes & Watson | Fahrenheit 11\9 \ - Death Wish: A Vingança Gotti - Um Verdadeiro Padrinho Americano Sherlock Gnomes Holmes & Watson                                                                    |
| 2019 | 40ª    | John Travolta (The Fanatic / Trading Paint) James Franco (Zeroville) David Harbour (Hellboy) Matthew McConaughey (Serenity) Sylvester Stallone (Rambo: Last Blood) | Fanático\ - - Hellboy Calmaria Rambo: Até o Fim | - \ Trading Paint – O Legado - Hellboy Serenidade Rambo: A Última Batalha |
| 2021 | 41ª    | Mike Lindell (Absolute Proof) Michele Morrone (365 Dni) Robert Downey Jr. (Dolittle) Adam Sandler (Hubie Halloween) David Spade (The Wrong Missy) | - 365 Dias Dolittle O Halloween do Hubie A Missy Errada | - 365 Dias Dolittle Hubie Halloween A Missy Errada |
| 2022 | 42ª    | LeBron James (Space Jam: A New Legacy) Mark Wahlberg (Infinite ) Scott Eastwood (Dangerous) Roe Hartrampf (Diana: The Musical) Ben Platt (Dear Evan Hansen) | Space Jam: Um Novo Legado Infinito Instinto Assassino Diana: O Musical Querido Evan Hansen | Space Jam: Uma Nova Era Infinite Perigoso Diana: O Musical Dear Evan Hansen |
| 2023 | 43ª    | Jared Leto (Morbius) Machine Gun Kelly (Good Mourning) Pete Davidson (Marmaduke) Sylvester Stallone (Samaritan) Tom Hanks (Pinóquio) | Morbius Tenha Um Bom Luto Marmaduke Samaritano Pinóquio | Morbius - Marmaduke Samaritan Pinóquio |
| 2024 | 44ª    | Jon Voight (Mercy) Russell Crowe (The Pope's Exorcist ) Vin Diesel (Fast X) Jason Statham (Meg 2: The Trench) Chris Evans (Ghosted) | Mercy: Golpe de Misericórdia O Exorcista do Papa Velozes e Furiosos 10 Megatubarão 2 Ghosted: Sem Resposta | - O Exorcista do Papa Velocidade Furiosa 10 Meg 2: O Regresso do Tubarão Gigante Ghosted                                                                                               |
| 2025 | 45ª    | Jerry Seinfeld (Unfrosted) Dennis Quaid (Reagan) Joaquin Phoenix (Joker: Folie à Deux) Jack Black (Dear Santa) Zachary Levi (Harold and the Purple Crayon) | A Batalha do Biscoito Pop-Tart Reagan Coringa: Delírio a Dois Querido Papai Noel Harold e o Lápis Mágico | - Reagan Joker: Loucura a Dois - Harold e o Lápis Mágico |